# Kandel (stacja kolejowa)
Kandel (niem: Bahnhof Kandel) – stacja kolejowa w Kandel, w kraju związkowym Nadrenia-Palatynat, w Niemczech. Według DB Station&Service ma kategorię 5. Znajduje się na linii Winden – Karlsruhe. Stacja znajduje się w obszarze sieci Karlsruher Verkehrsverbund (KVV) i należy do strefy taryfowej 550.

## Linie kolejowe
- Linia Winden – Karlsruhe